# Бабаарап
Бабарап (туркм. Babarap) — генгешлик на юге Туркменистана. Исторически — название трёх селений в Ахалтекинском уезде Закаспийской области, расположенных невдалеке от станции Геок-тепе Закаспийской железной дороги. Находится в Ахал-Текинском оазисе, в предгорьях Копетдага. Расположен недалеко от железнодорожной станции, находящейся в 45 км к северо-западу от Ашхабада. Крупный центр овощеводства, виноградарства и виноделия.

## География
Недалеко от села проходит Закаспийская железная дорога и автодорога М37, недалеко от посёлка построена крупная транспортная развязка. С севера от села проходит Каракумский канал.

## История
Бабаарап является малой Родиной известного советского и туркменского учёного-геолога, доктора геолого-минералогических наук Берды Мурадовича Тачмурадова.
В 2009 году была введена школа на 600 мест. В 2011 году в городе были построены — административное здание сельсовета, дом культуры, детский сад на 160 мест, торговый центр и Центр здоровья с аптекой и станцией «Скорой помощи».
В 2013 году вошёл в состав Гёкдепинского этрапа Ахалского велаята. В декабре на центральной улице был открыт крупный центр торжеств «Той меканы», с залом для регистрации браков на 100 мест и малый свадебным залом на 250 мест, а также другими помещениями.

## Знаменитые уроженцы
- Берды Тачмурадов (1937) — советский и туркменский учёный-геолог, доктор геолого-минералогических наук. Широко известен как специалист по разведке, подсчёту запасов и разработке нефтегазовых месторождений Туркменистана, один из основоположников направления связи грязевого вулканизма с нефтяными и газовыми месторождениями.
- Гурбангулы Бердымухамедов (1957) — второй президент Туркменистана.
- Вахыт Оразсахедов — туркменский футболист.